# Olching
Olching é um município da Alemanha integrante do distrito de Fürstenfeldbruck, na região administrativa de Alta Baviera, estado da Baviera.

## Galeria

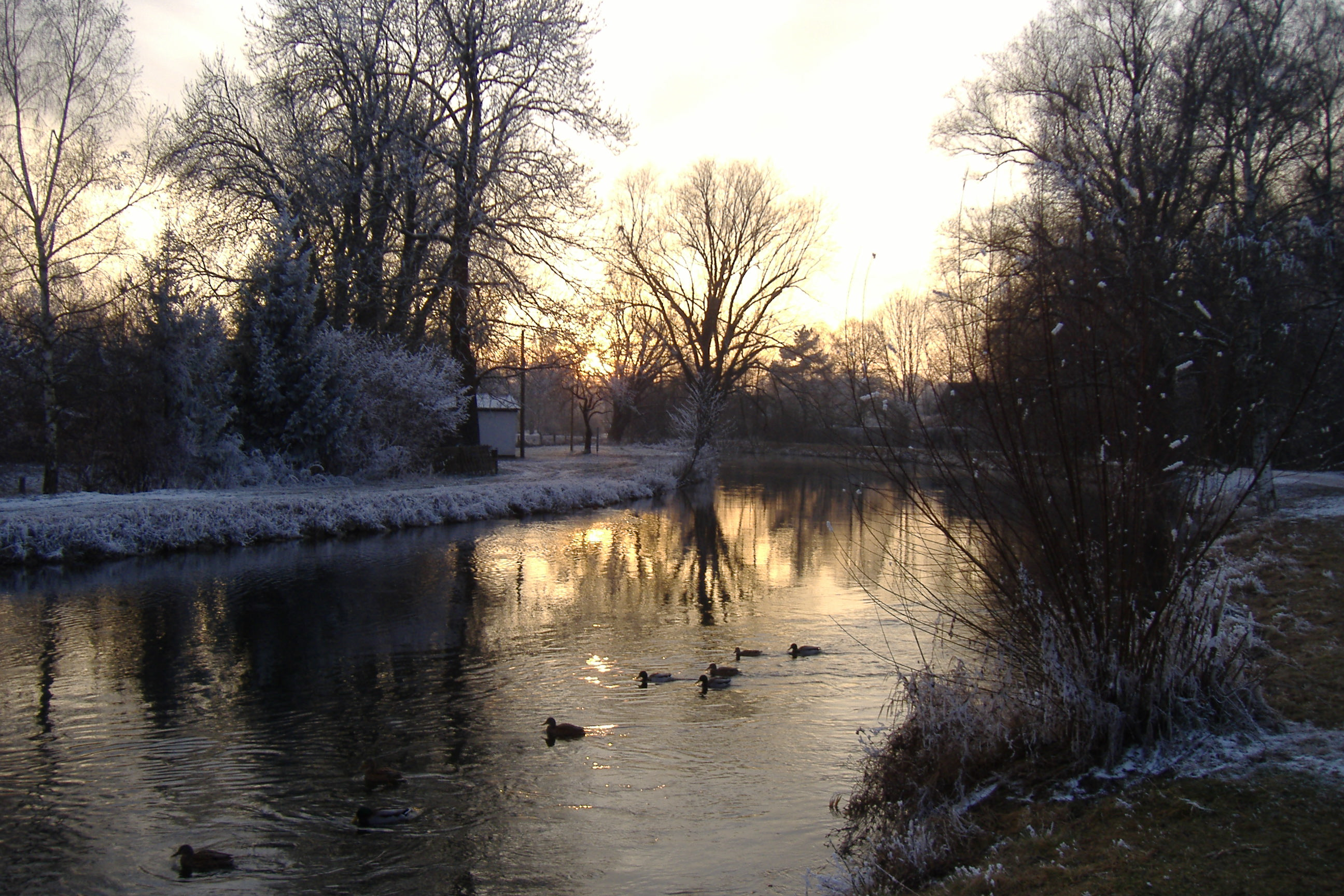
Olching no inverno
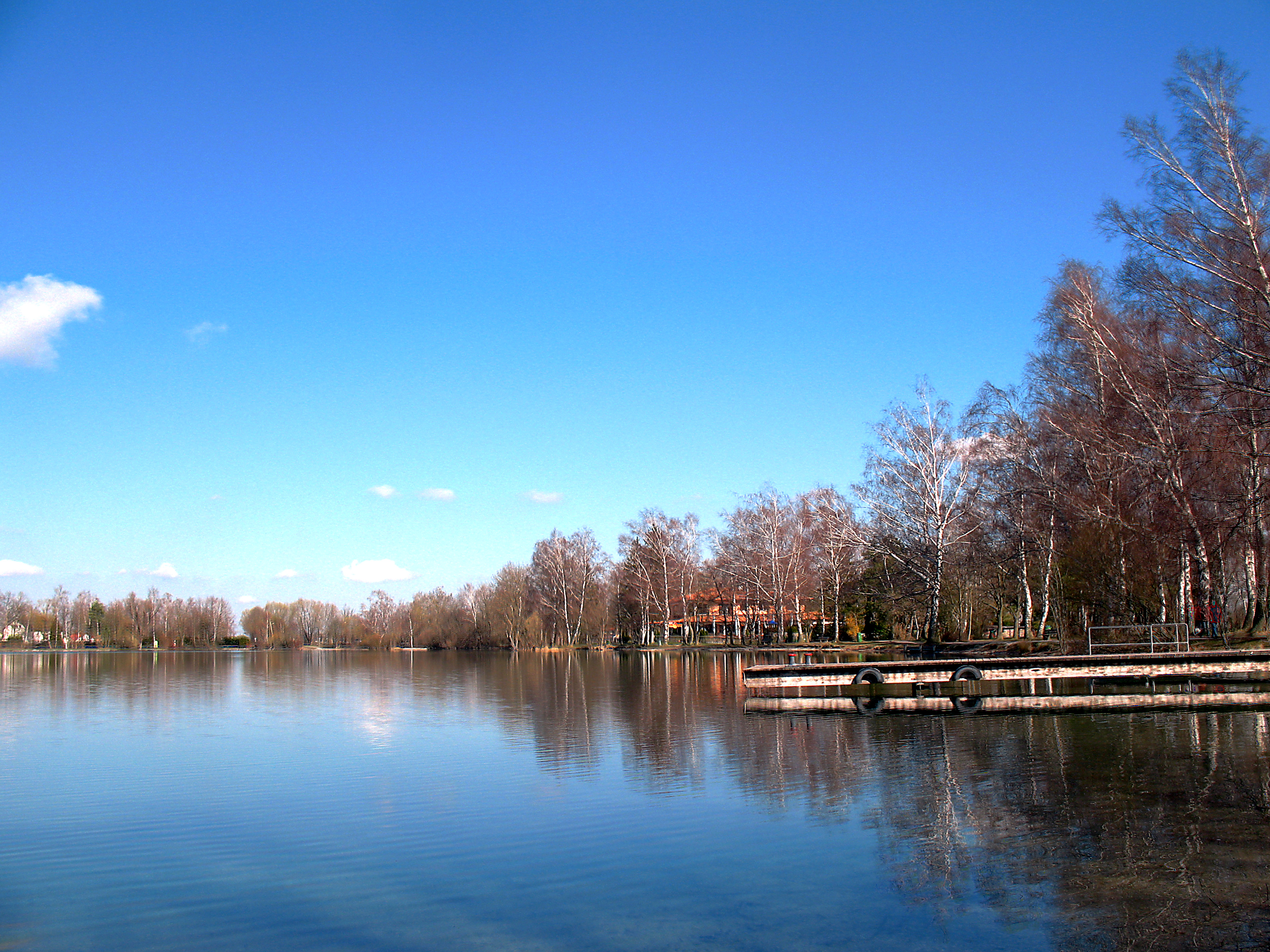
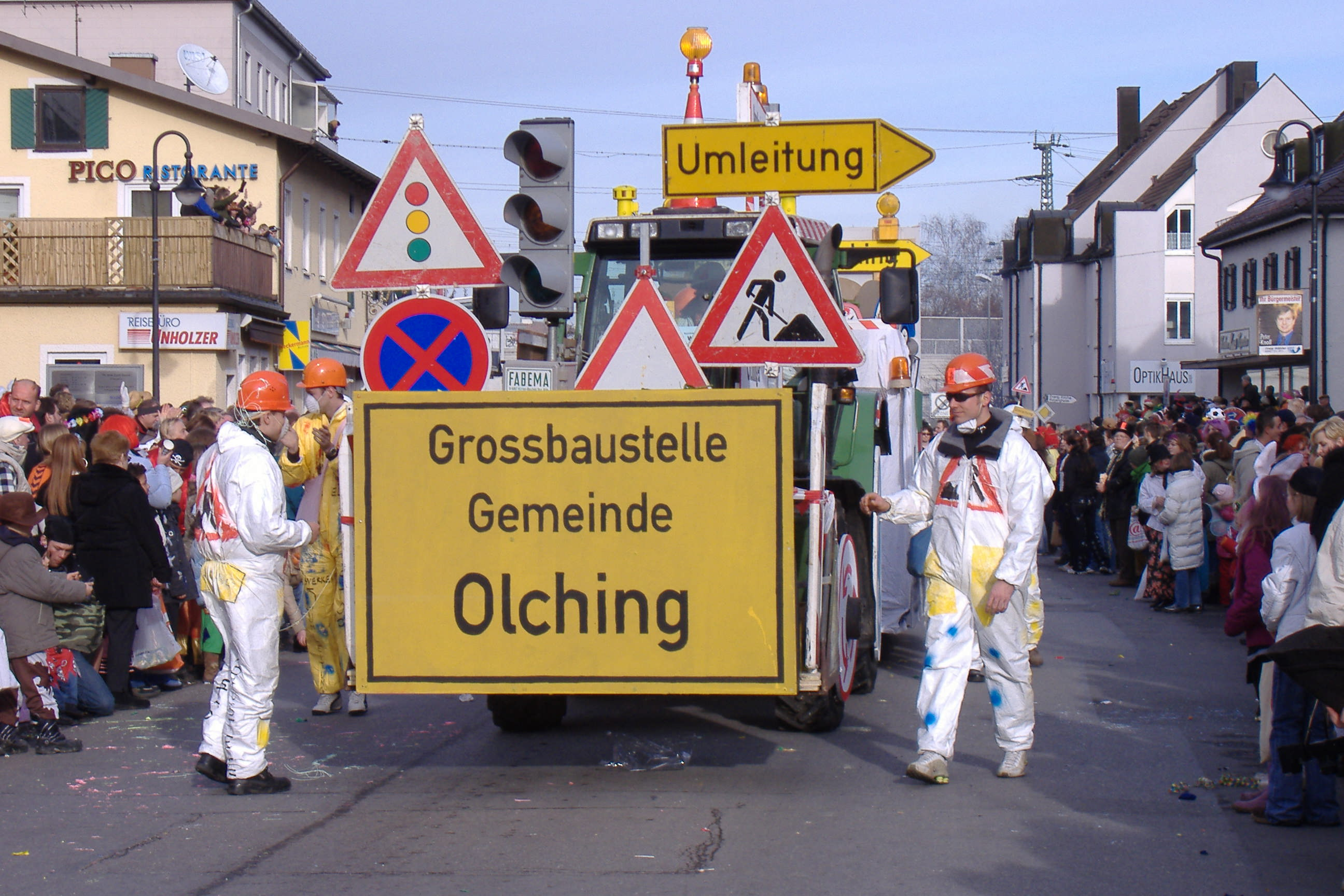
Parada anual (2008)